# Пикасилла
Пи́касилла (эст. Pikasilla) — деревня в волости Тырва уезда Валгамаа, Эстония.
До административной реформы местных самоуправлений Эстонии 2017 года входила в состав волости Пыдрала (упразднена).

## География и описание
Расположена возле устья реки Вяйке-Эмайыги, у шоссе Вильянди—Рынгу, в 33 км к северу от уездного центра — города Валга. Высота над уровнем моря — 48 метров.
Климат умеренный. Официальный язык — эстонский. Почтовый индекс — 68715.

## Население
По данным переписи населения 2021 года, в Пикасилла насчитывалось 73 жителя, все — эстонцы.
По данным переписи населения 2011 года, в деревне проживали 99 человек, все — эстонцы.
Численность населения деревни Пикасилла по данным переписей населения:
| Год  | 1959 | 1970  | 1979  | 1989 | 2000  | 2011 | 2021 |
| ---- | ---- | ----- | ----- | ---- | ----- | ---- | ---- |
| Чел. | 159  | ↘ 105 | ↗ 134 | ↘ 97 | ↗ 104 | ↘ 99 | ↘ 73 |

## История
Деревня впервые упоминается в 1398 году (zur Langen Brücke) как место, где проходили переговоры между Тевтонский орден и Дерптским епископом.
В письменных источниках 1724 года упоминается Pitka Silla Külla, 1797 года — Lange Brücke (деревня), 1839 года — Lange Brücke (корчма). В русских источниках начала XX века упоминается как Ліива, Д-ры (Дворы Лийва).
Исторически деревня принадлежала мызе Аякар (нем. Ayakar, Аакре, эст. Aakre mõis), затем мызе Альтхоф (нем. Althof, Ванамыйза, эст. Vanamõisa mõis). C Пикасилла была объединена часть деревни Луйтсепа (также Лиутсепа, эст. Luitsepa, Liutsepa). Современная деревня Пикасилла  находится на западной стороне реки Вяйке-Эмайыги (исторический приход Хельме). Деревня Пикасилла, находившаяся на восточном берегу реки (упоминается также как Rõn), в 1977 году была объединена с деревней Пуртси. 

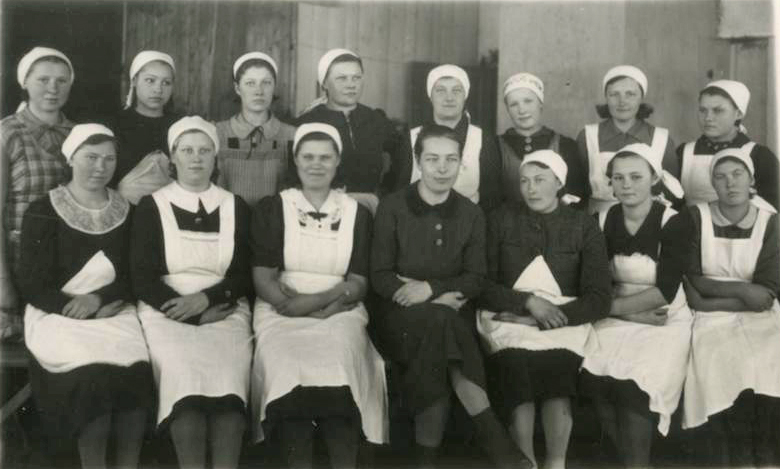
Участницы кружка сельской молодежи Пикассиллаского образовательного общества, 30 января 1940 года

В 1921 году в деревне под руководством Просветительского общества Пикасилла была основана школа, которая проработала до 2014 года. В настоящее время школа закрыта; также закрылись работавшие ранее фельдшерский пункт, отделение связи и магазин. 

Советский памятник на братской могиле павших во II мировой войне. Демонтирован в 2023 году

В советское время на расположенной на территории деревни братской могиле советских воинов, павших во Второй мировой войне (исторический памятник с 1997 до 2023 года), был установлен памятник с надписью «Вечная слава героям, павшим в боях за свободу и независимость нашей Родины в Великой Отечественной войне 1941—1945». В протоколе от 30 ноября 2022 года рабочая группа по советским памятникам при Госканцелярии Эстонии признала памятник «красным монументом», подлежащим замене на т.н. нейтральный с переносом останков на кладбище (согласно советским документам — 222 человека). При этом обелиск было рекомендовано сохранить как образец. Памятник был демонтирован весной 2023 года. Памятник был демонтирован в 2023 году (см. Список советских военных памятников Эстонии).

## Инфраструктура
В деревне находится зона отдыха Пикасилла (эст. Pikasilla puhkeala). Здесь проводятся спортивные соревнования и различные массовые мероприятия. Есть лодочная пристань с прокатом лодок, детская площадка, зона для палаточного городка, кемпинги, место для костра, сауна, поле для диск-гольфа, зал для проведения мероприятий на 30 человек.
В бывшем школьном здании в настоящее время работает Дом отдыха и обучения, где можно проводить праздничные мероприятия, семинары и тренинги.

## Происхождение топонима
Название деревни буквально переводится как «У длинного моста». Здесь находится место исторического моста на границе древних маакондов Сакала и Уганди. Нынешний железобетонный мост Пикасилла (118 м, 5 пролётов) построен в 1956—1958 годах на фундаменте более раннего моста, построенного в 1936—1938 годах и разрушенного в годы Второй мировой войны.

## Комментарии
1. ↑  Эстонские топонимы, оканчивающиеся на -а, не склоняются и не имеют женского рода (исключение — Нарва)[9].